# Уличанка
Улича́нка (пол. Uliczanka) — гірська річка в Україні, в межах Дрогобицького й Стрийського районів Львівської області у Галичині.

## Опис
Довжина річки 24 км, похил річки 12  м/км, площа басейну водозбору 85,0  км, найкоротша відстань між витоком і гирлом — 18,66  км, коефіцієнт звивистості річки — 1,29 . Річка тече у межах Українських Карпат.

## Розташування
Бере початок на північно-західній стороні від гори Белеїв (775 м). Тече переважно на північний схід через Доброгостів, Уличне і у селі Голобутів впадає у річку Колодницю, праву притоку Дністра.